# Château du Châtelard (Vaud)
Pour les articles homonymes, voir Château du Châtelard.
Le château du Châtelard est un château situé dans la localité de Clarens, sur le territoire de la commune vaudoise de Montreux, en Suisse.

## Histoire

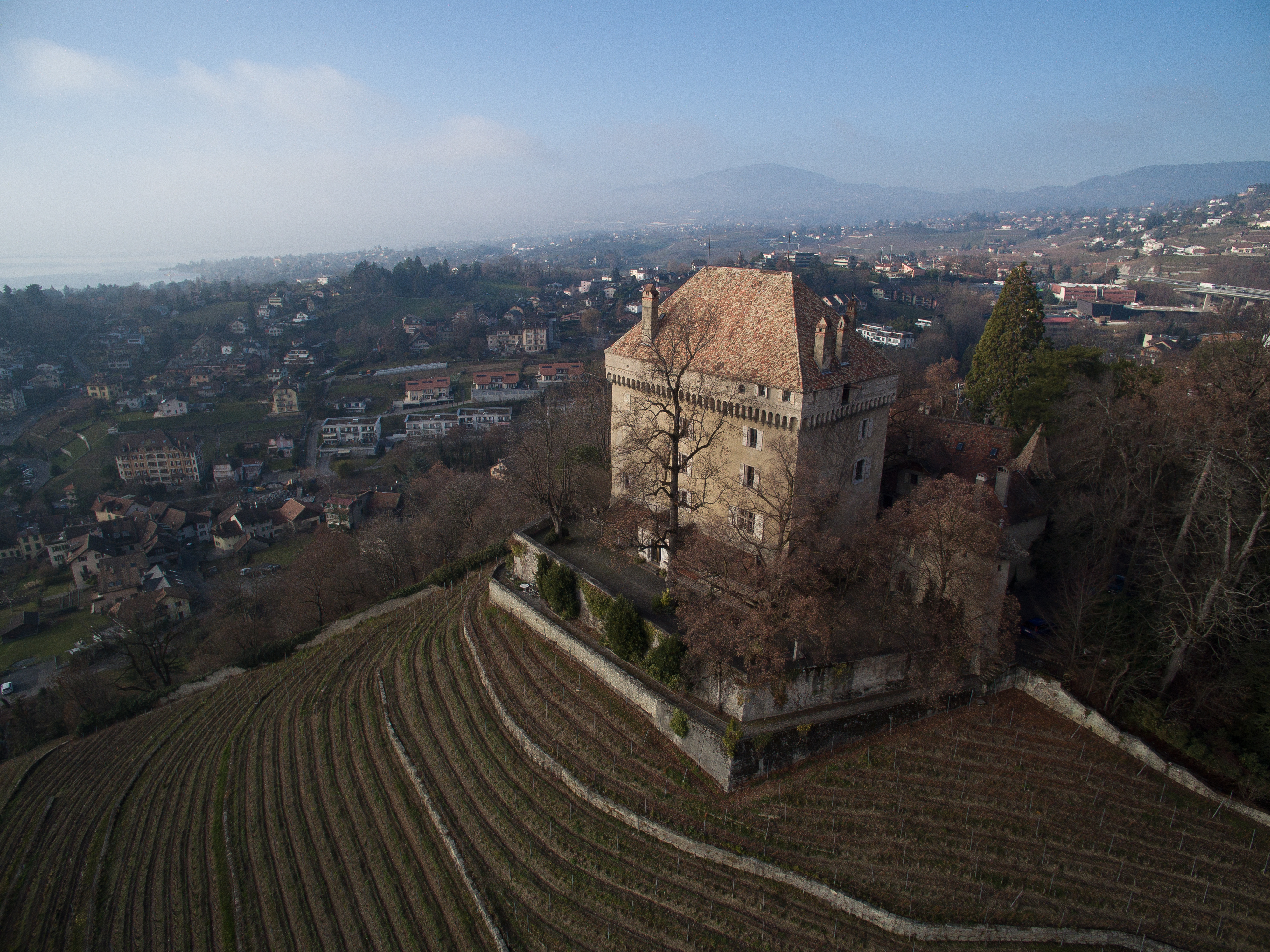
Château du Châtelard en hiver, Clarens sur Montreux

Le premier « Châtelard », remontant vers l'an 1000, est l'œuvre des Burgondes. De cette bâtisse en bois, il ne reste pratiquement plus aucune trace. 
En 1295, La vidamie de Montreux (dans la paroisse de Montreux) fut achetée par Girard d'Oron à l'évêque de Sion. En 1317, Girard II en céda la partie qui deviendra Les Planches au comte de Savoie alors que la seigneurie du Châtelard est conservée ; depuis cette date et pendant les 600 années suivantes, le Châtelard sera séparé de Montreux. Par mariage, elle revint en 1338 à François, baron de La Sarraz, bailli de Vaud et du Chablais. En 1352, le comte Amédée VI de Savoie lui demanda l'édification d'un château fort devant servir de refuge en cas d'invasion. La construction fut finalement entreprise par Jean de Gingins, époux de Marguerite de La Sarraz, de 1440 à 1442. En 1457, il confirma les franchises de la paroisse de Montreux (1449).

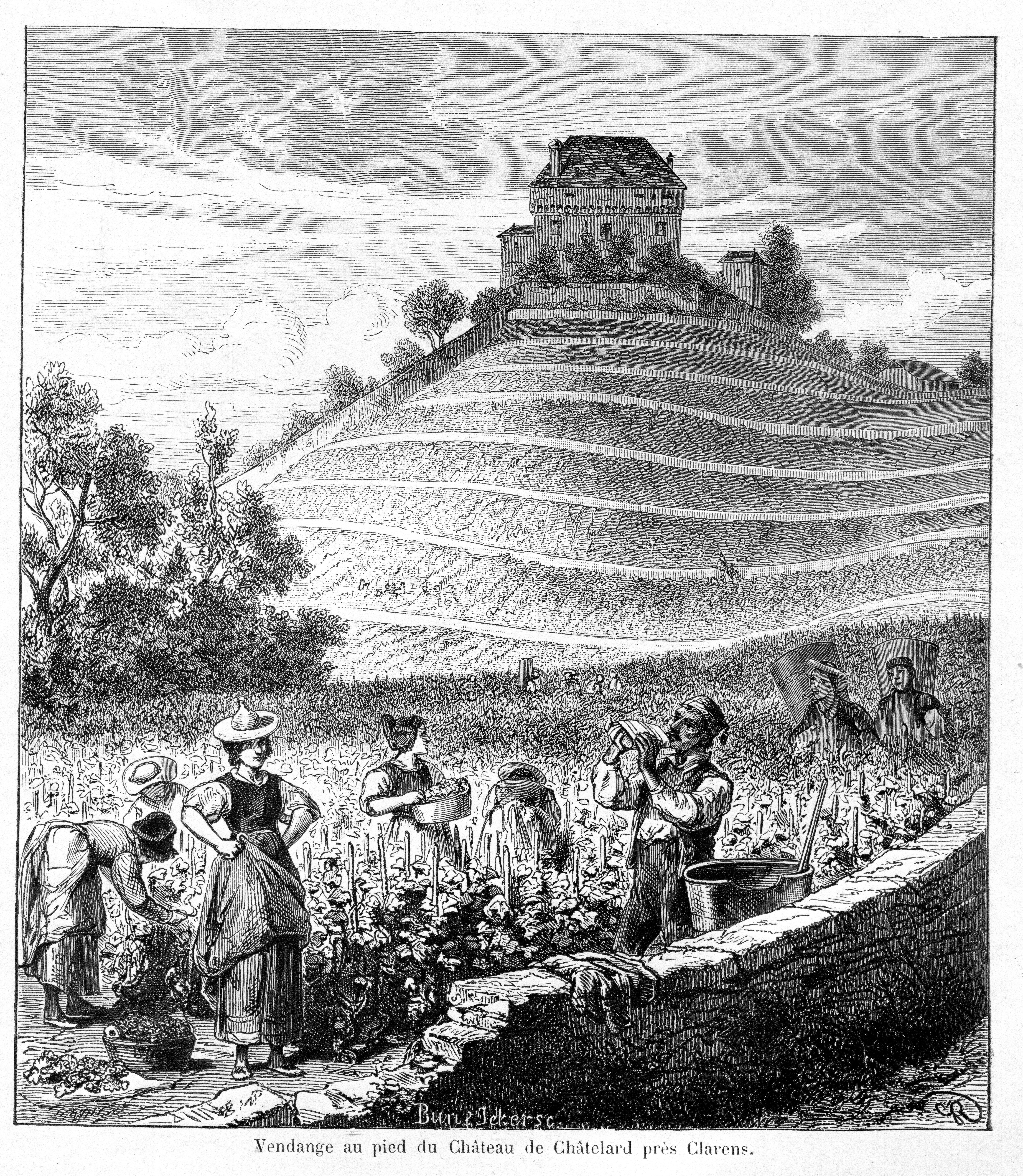
Vendange au pied du Château de Châtelard près Clarens, Gustave Roux, 1869

Le château sera ensuite pillé et brûlé partiellement en 1476 lors des guerres de Bourgogne par l'armée de Gruyère soutenue par Gessenay et le Pays-d'Enhaut. Les Gingins sont dépouillés de leurs biens. Le domaine passera ensuite entre plusieurs mains, dont la ville de Vevey entre 1571 et 1573, pour finalement devenir la propriété du bernois Emmanuel Bondeli, qui sera bailli d'Aubonne. Il restera dans cette famille jusqu'à la révolution vaudoise de 1798.
Vers les années 1770, la grande salle du château voit ses parois dotées d'un décor paysager, dû assurément au peintre Gottfried Locher. 
Bien plus tard, les communes du Châtelard et des Planches fusionnent pour reformer la commune de Montreux en 1961. Le château est acheté par la famille Fornerod en 1983, puis vendu en 2015 à un fonds d'investissement genevois.

## Description
Le château est classé comme bien culturel d'importance nationale. Il se présente comme un donjon cubique de maçonnerie couronné de briques, d'un aspect identique au château Saint-Maire de Lausanne. Il se situe au centre d'un domaine, principalement viticole, de 29 000  m2 d'où est produit un pinot noir baptisé Grand cru Château du Châtelard Lavaux AOC.